# Comté de Saint Lawrence
Le comté de Saint Lawrence (en anglais : St. Lawrence County) est l'un des 62 comtés de l'État de New York, aux États-Unis. Le siège de comté est Canton.

## Géographie
Ce comté est situé à la frontière entre le Canada et les États-Unis.
Le port d'Ogdensburg, dans le comté de St Lawrence, est le seul port des États-Unis sur la voie maritime du Saint-Laurent. Le Phare d'Ogdensburg Harbor est inscrit au Registre national des lieux historiques.
Une partie du comté est dans le Parc Adirondack, le plus grand parc des États-Unis autour des monts Adirondacks, et comprend la rivière Oswegatchie River, Cranberry Lake et le lac Ozonia.
Le comté fait partie de la zone sismique du Rift du Saint Laurent. Le 5 septembre 1944, le très fort séisme de 1944 à Cornwall-Massena a eu son épicentre à Massena. C'est le tremblement de terre le plus intense de l'histoire de l'État de New York.

## Enseignement
Il y a quatre universités localisées dans le comté : 
- l'université Clarkson à Potsdam ;
- l'université Saint-Laurent à Canton ;
- l'université d'État de New York dans ces deux mêmes villes.

## Comtés adjacents
- Comté de Jefferson, à l'ouest
- Comté de Lewis, au sud-ouest
- Comté de Herkimer, au sud
- Comté de Hamilton, au sud-est
- Comté de Franklin, à l'est